# 蚌埠公交130路

蚌埠公交130路，是中国安徽省蚌埠市的一条公交线路，由中科电力开往客运南站，由蚌埠市公共交通集团有限公司管理、运营。

## 历史

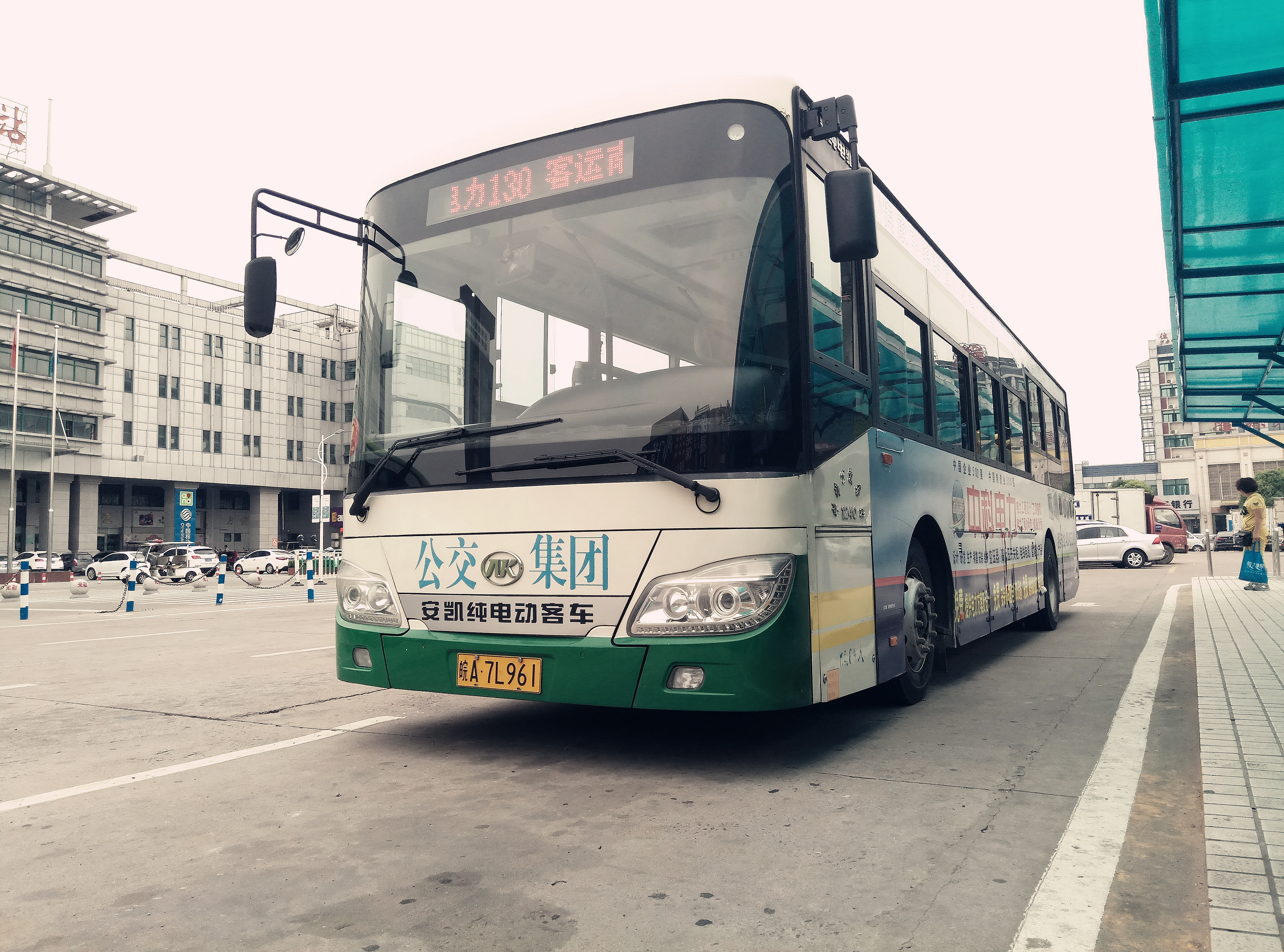
2015年130路使用的安凯电动客车
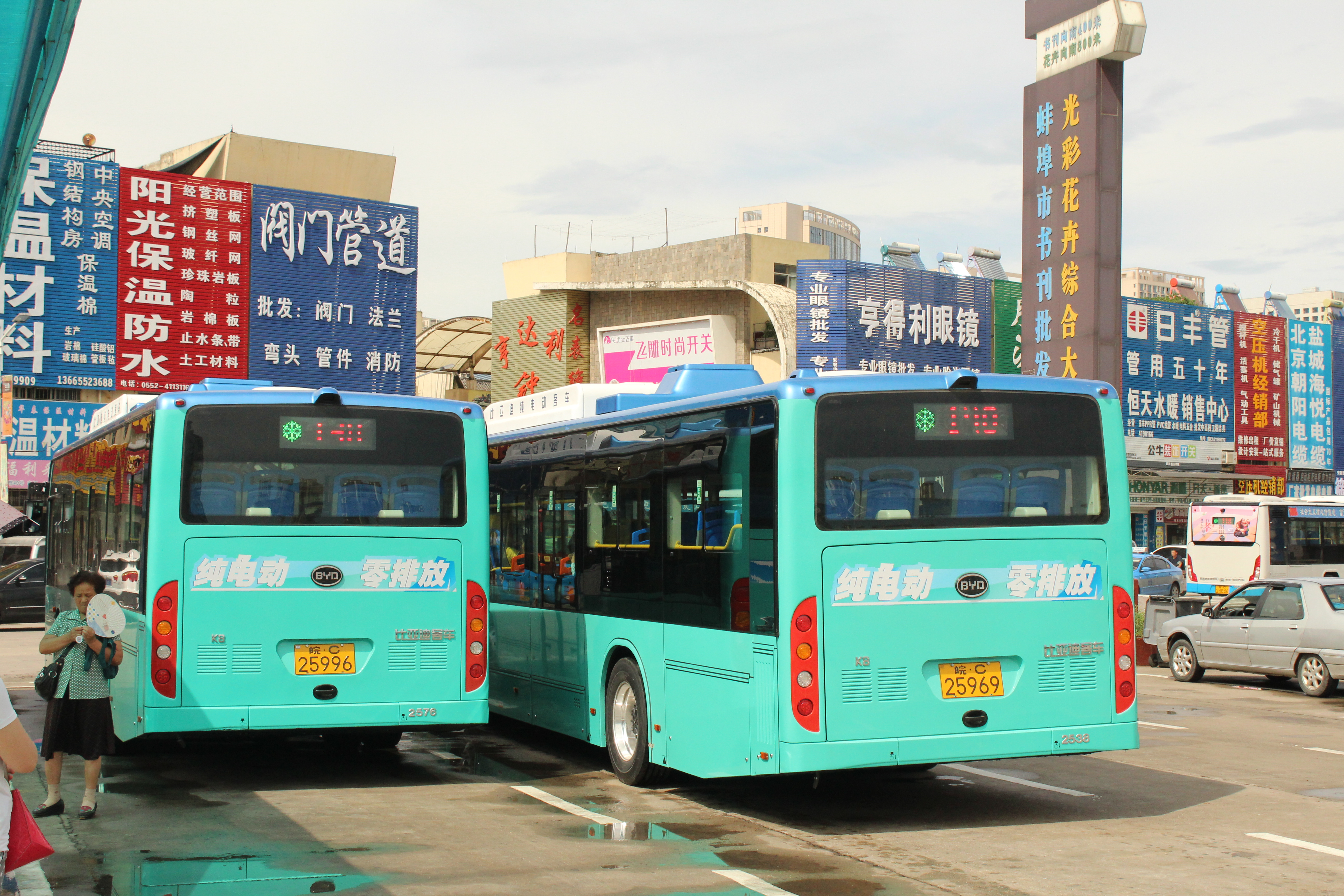
2017年7月130路和140路新配置的比亚迪纯电动客车

- 2013年9月30日起，127路义乌商贸城至蚌埠南站公交线开通，同时延伸112路、120路至义乌商贸城。10月1日起，开通客运南站至国际汽车城的公交130路线。[2]
- 2015年3月5日起，首批14辆安凯电动公交车上线，试运营129、130线路。除了这14台首批上线的车辆，还将有36台车陆续抵蚌。综合考虑线路长度和路况等因素，50台电动车陆续投入115路、117路、129路、130路和环线1路等5条线路运行。[3]
- 2015年4月19日起，为方便城市南片区市民公交出行，130路由原先客运南站至汽车城调整为客运南站至中科电力公司。营运里程由9.8公里增加至12公里，营运趟次由每天12趟增加至18趟。[4]
- 2017年7月，蚌埠公交集团购置300台比亚迪K8A型纯电动空调车，其中10余台投入130路和140路。[5][6][7]

## 站点

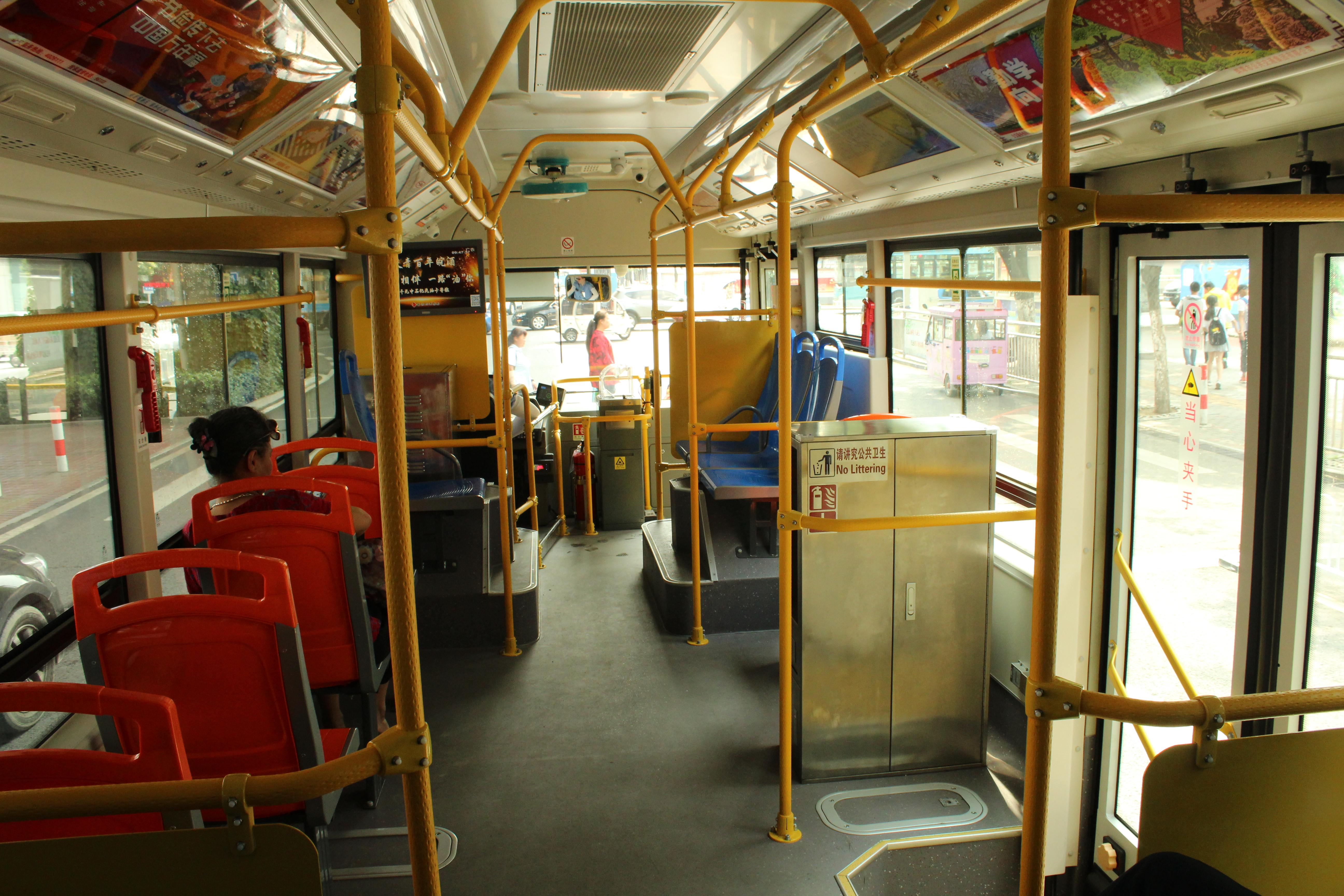
蚌埠公交130路比亚迪K8内饰

### 途经站
- 往客运南站 ：中科电力 - 汽车城营销中心 - 国际汽车城东 - 机场路 - 姜桥路 - 燕山村 - 新奥燃气公司 - 水产品市场 -  晨阳·滟澜山 - 陶店小区 - 陶店 - 南山郦都 - 十一中 - 钓鱼台生活城 - 客运南站
- 往中科电力 ：客运南站 - 钓鱼台生活城 - 十一中 - 南山郦都 - 陶店 - 陶店小区 - 晨阳·滟澜山 - 水产品市场 - 新奥燃气公司 - 燕山村 - 姜桥路 - 机场路 - 国际汽车城东 - 汽车城营销中心 - 中科电力[8]

### 换乘站
以下内容均统计自：蚌埠市公共交通集团有限公司营运线路一览表
- 中科电力:中科电力专线
- 姜桥路:机场专线
- 燕山村:机场专线
- 新奥燃气公司:机场专线
- 水产品市场:机场专线
- 晨阳·滟澜山:140路（单边）,机场专线
- 陶店小区:122路,机场专线
- 陶店:103路,215路,机场专线
- 南山郦都:103路,118路,140路,156路,215路
- 十一中:103路,118路,215路
- 钓鱼台生活城:103路,118路,133路,215路
- 客运南站:109路,110路,118路,133路,136路,140路,156路,微3路,303路,215路

## 票价
- 未持卡乘客普通车投币1元，空调车投币2元。
- 持普通电子钱包卡普通车0.9元/次，空调车1.8元/次。
- 持学生月票卡普通车0.18元/次，成人卡0.36元/次，空调车加1元。
- 持老人卡、拥军卡、爱心卡的乘客免费乘车。[9]

## 资料来源
1. ↑  .   [2017-07-11]. （原始内容存档于2017-08-02）.
2. ↑  .   [2017-07-11]. （原始内容存档于2018-01-01）.
3. ↑  蚌埠电动公交车本周四上路运营 首试129、130线路[]
4. ↑  蚌埠130路公交线调整终点站 每天营运趟次增加至18趟[]
5. ↑  .   [2017-07-11]. （原始内容存档于2019-07-23）.
6. ↑  .   [2017-07-11]. （原始内容存档于2017-07-31）.
7. ↑  .   [2017-07-11]. （原始内容存档于2017-07-31）.
8. ↑  .   [2017-07-11]. （原始内容存档于2017-07-08）.
9. ↑  .   [2017-07-11]. （原始内容存档于2018-03-09）.